# 짐바브웨의 코로나19 범유행
다음은 짐바브웨의 코로나19 범유행 현황에 대한 설명이다.
COVID-19 대유행은 2020년 3월 짐바브웨에 도달한 것으로 확인됐다. 짐바브웨의 일부 지방, 특히 마니칼랜드주, 마스빙고, 동마쇼날랜드주 등도 말라리아 발병으로 동시에 어려움을 겪었다. 말라리아는 치료가 가능하지만, 건강관리 시스템은 COVID-19의 확산으로 약물 부족과 증가하는 스트레인에 직면해 있다.

## 배경
세계보건기구(WHO)는 12일 2019년 12월 31일 처음 WHO의 주목을 받았던 중화인민공화국 후베이성 우한시의 한 집단에서 신종 코로나바이러스가 호흡기 질환의 원인임을 확인했다. 이 군단은 처음에 우한화난수산물도매시장과 연결되어 있었다. 그러나 실험실 확정 결과가 나온 그 첫 사례들 중 일부는 시장과 연관성이 없었고, 전염병의 근원은 알려져 있지 않다.
2003년 사스와 달리 COVID-19의 경우 치명률은 훨씬 낮았지만, 총 사망자 수가 상당할 정도로 감염 경로는 훨씬 더 컸다. COVID-19는 전형적으로 약 7일 정도의 독감과 유사한 증상을 보이며, 그 후 일부 사람들은 병원에 입원해야 하는 바이러스성 폐렴의 증상으로 발전한다. 3월 19일부터 COVID-19는 더 이상 "높은 결과 감염병"으로 분류되지 않았다.

## 연혁
짐바브웨는 지난 3월 15일 영국에서 남아프리카 공화국을 거쳐 돌아온 빅토리아 폭포 남성 거주자로부터 첫 COVID-19 케이스를 보았다. 환자가 가정에서 자가 격리되어 회복될 조짐을 보이고 있기 때문에 일부 정보원에서는 처음에 잘못 나타난 사망자가 보고되지 않았다.

## 예방
국내에서 확인된 사건이 있기 전에 에머슨 음낭가과 대통령은 국가비상사태를 선포해 여행제한 조치를 내리고 대규모 집회를 금지했다. 오파 무싱구리 국방장관은 코로나바이러스가 짐바브웨에 제재를 가한 서방 국가들에 대한 신성한 처벌이 될 수 있다고 말해 논란을 일으켰다.

## 같이 보기
- 아프리카의 코로나19 범유행
- 나라별 코로나19 범유행